# Louis Queyrat
Vincent Jules Louis Queyrat (Chavanat, Creuse, Francia, 2 de diciembre de 1856 – París, 18 de octubre de 1933) fue un médico francés, especializado en dermatología y en micología, sifilólogo recordado por la eritroplasia de Queyrat, un carcinoma in situ de la piel del glande y pene. Entre 1898 a 1923, Queyrat fue jefe del servicio de dermatología del Hospital Ricord, un hospital de venéreas en París, hoy Hospital Cochin.

## Algunas publicaciones
- 1886. Contribution à l'étude de la tuberculose du premier âge (tesis).[4]
- 1932. Compte-rendu du Centenaire d'Alfred Fournier. Conférence Internationale de Défense Sociale Contre la Syphilis, París, 9 - 12 Mai 1932. 336 pp.
- 1930. Vocabulaire Patois-Français. Contribution a l'étude du parler de la creuse 2. Editor J. Lecante, 543 pp.
- 1927. Grammaire, folklore. Contribution a l'étude du parler de la creuse 1. Editor J. Lecante. Reed. "Le patois de la région de Chavanat : grammaire et folklore", Documents per l'estudi de la lenga occitana n°116. Paris: Institut d'Estudis Occitans, 2018.

- La abreviatura «Queyrat» se emplea para indicar a Louis Queyrat como autoridad en la descripción y clasificación científica de los vegetales.[5]